# Lagocephalus lagocephalus
A Lagocephalus lagocephalus  a sugarasúszójú halak (Actinopterygii) osztályába, ezen belül a gömbhalalakúak (Tetraodontiformes) rendjébe, a gömbhalfélék (Tetraodontidae) családjába és a Lagocephalus nembe tartozó mérgező gömbhal.

## Előfordulása
A trópusi és szubtrópusi óceánokban megtalálható halfaj. Előfordulhat 10-476 méteres mélységben.

## Megjelenése
Átlagos hosszúsága hatvan centiméter. A hasa fehér az oldala és a háta kékes-szürke szinzetű. A testéhez viszonyítva a feje, a szája és a szeme is jellegzetesen nagy. Ragadozó életmódot folytat étrendjét rákok és tintahalak alkotják.